# ستيف داونينغ
ستيف داونينغ (بالإنجليزية: Steve Downing)‏ مواليد 9 سبتمبر 1950 في إنديانابوليس، هو لاعب كرة سلة أمريكي معتزل. بدأ مسيرته الاحترافية في سنة 1973. تم اختياره من قبل فريق بوسطن سيلتكس خلال الدرافت. يبلغ طوله 6 قدم 8 بوصة (2.0 م). اعتزل اللعب في 1974.

## روابط خارجية
- ستيف داونينغ على موقع إن بي أي (الإنجليزية)
- ستيف داونينغ على موقع سبورتس رفرنس (الإنجليزية)
- ستيف داونينغ على موقع كلية كرة السلة في سبورتس رفرنس.كوم (الإنجليزية)
- ستيف داونينغ على موقع ريلجم (الإنجليزية)
- ستيف داونينغ على موقع بروبوليرز (الإنجليزية)